# .gov
.gov је интернет домен највишег нивоа који је стриктно додјељен веб страницама Владиних установа САД. Један је од шест најстаријих интернет домена.